# ノーサンプトン郡区 (ペンシルベニア州バックス郡)
ノーサンプトン郡区（英: Northampton Township）は、アメリカ合衆国ペンシルベニア州東部のバックス郡のタウンシップ（郡区）である。フィラデルフィア市からは北東約12マイル (19 km) にある。2010年の国勢調査での人口は39,726人だった。

## 歴史
ノーサンプトン・タウンシップは当初、ウィリアム・ペンがペンシルベニアに渡って来たのに同行したイングランド人開拓者が入植した。彼らはノーサンプトンシャーのノーサンプトンにちなんで町の名前を付けた。町は1722年にタウンシップとして法人化された。

## 地理
アメリカ合衆国国勢調査局に拠れば、領域全面積は26.1平方マイル (67.6 km2)であり、このうち陸地25.8平方マイル (66.9 km2)、水域0.3平方マイル(0.7 km2)であり、水域率は1.07%である。町の排水はネシャミニー・クリークに流れ、それが町の北東境界全体を作っている。ネシャミニー・クリークはデラウェア川に合流する。
町の中には以下の未編入領域と国勢調査指定地域がある。
- チャーチビル
- ホランド
- リッチボロ
- ビレッジシャイアーズ

## 旅客列車
ノーサンプトン・タウンシップ内のホランドとチャーチビルには、1983年1月まで南東ペンシルベニア交通局のフォックス・チェイス・ニュートン高速交通線が通勤列車を走らせていた。乗客数が減少したために運行は「一時的に」中断された。チャーチビル駅は改修されたが、ホランド駅は2000年に解体された。
それに続く時代（特に1995年以後）、バックス郡当局は旅客鉄道の運行再開に大きな興味を示してきた。1980年代と1990年代を通じて数回の住宅ブームがおこり、休止中の鉄道線に沿って住宅が増えていた。公共交通という選択肢を求める住民の大多数から圧倒的な支持があったが、ホランドを通っていた旧ジョーダン鉄道沿いの住民の中には、旅客定期便の再開について自らの近傍にはお断りという意見の者もいた。
当初鉄道の代わりにフォックス・チェイス・ニュートン・シャトルバスが運行されたが、利用は進まなかった。バス便では鉄道よりもかなりの鈍く、不便だったので、大変不人気だった。利用する大衆は鉄道に代わるものとしてバスが適していると見たことはなかった。

## 地方政府
ノーサンプトン・タウンシップはペンシルベニア州法の下で第2級タウンシップである。5人の委員による行政委員会が統治している。

## 教育
ノーサンプトン・タウンシップはカウンシルロック教育学区に属しており、その中にはノーサンプトン・タウンシップ、ニュータウン・タウンシップ、ニュータウン・ボロ、ライツタウン・タウンシップ、アッパーメイクフィールド・タウンシップが入っている。カウンシルロック教育委員会（定数9人）には委員を5人送り出している。

## 人口動態
2010年国勢調査時点での人種別人口構成は、非ヒスパニック白人93.2%、黒人0.6%、インディアン0.1%、アジア系3.4%、混血0.8%、ヒスパニック系3.5%となっていた。
以下は2000年国勢調査による人口統計データである。
| 基礎データ - 人口: 39,384 人（2000年から9.7%成長） - 世帯数: 13,014 世帯 - 家族数: 10,957 家族 - 人口密度: 588.7人/km2（1,524.7 人/mi2） - 住居数: 13,138 軒 - 住居密度: 196.4軒/km2（508.6 軒/mi2） 人種別人口構成 - 白人: 97.01% - アフリカン・アメリカン: 0.41% - ネイティブ・アメリカン: 0.04% - アジア人: 1.80% - 太平洋諸島系: 0.01% - その他の人種: 0.16% - 混血: 0.58% - ヒスパニック・ラテン系: 0.83% 年齢別人口構成 - 18歳未満: 28.2% - 18-24歳: 6.5% - 25-44歳: 27.2% - 45-64歳: 28.1% - 65歳以上: 10.0% - 年齢の中央値: 39歳 - 性比（女性100人あたり男性の人口） - 総人口: 94.5 - 18歳以上: 91.8 | 世帯と家族（対世帯数） - 18歳未満の子供がいる: 43.3% - 結婚・同居している夫婦: 76.0% - 未婚・離婚・死別女性が世帯主: 6.2% - 非家族世帯: 15.8% - 単身世帯: 13.7% - 65歳以上の老人1人暮らし: 5.8% - 平均構成人数 - 世帯: 3.01人 - 家族: 3.33人 収入と家計 - 収入の中央値 - 世帯: 82,655米ドル - 家族: 91,477米ドル - 性別 - 男性: 60,368米ドル - 女性: 38,969米ドル - 人口1人あたり収入: 33,028米ドル - 貧困線以下 - 対人口: 1.8% - 対家族数: 1.4% - 18歳未満: 1.7% - 65歳以上: 3.6% |

## スポーツ
カウンシルロック・ノーサンプトン・リトルリーグが2007年のミッド・アトランティック地域選手権の決勝に進出したが、決勝ではメリーランド州ソールズベリーのチームに4対0で敗れた。